# Ur-Nanxe

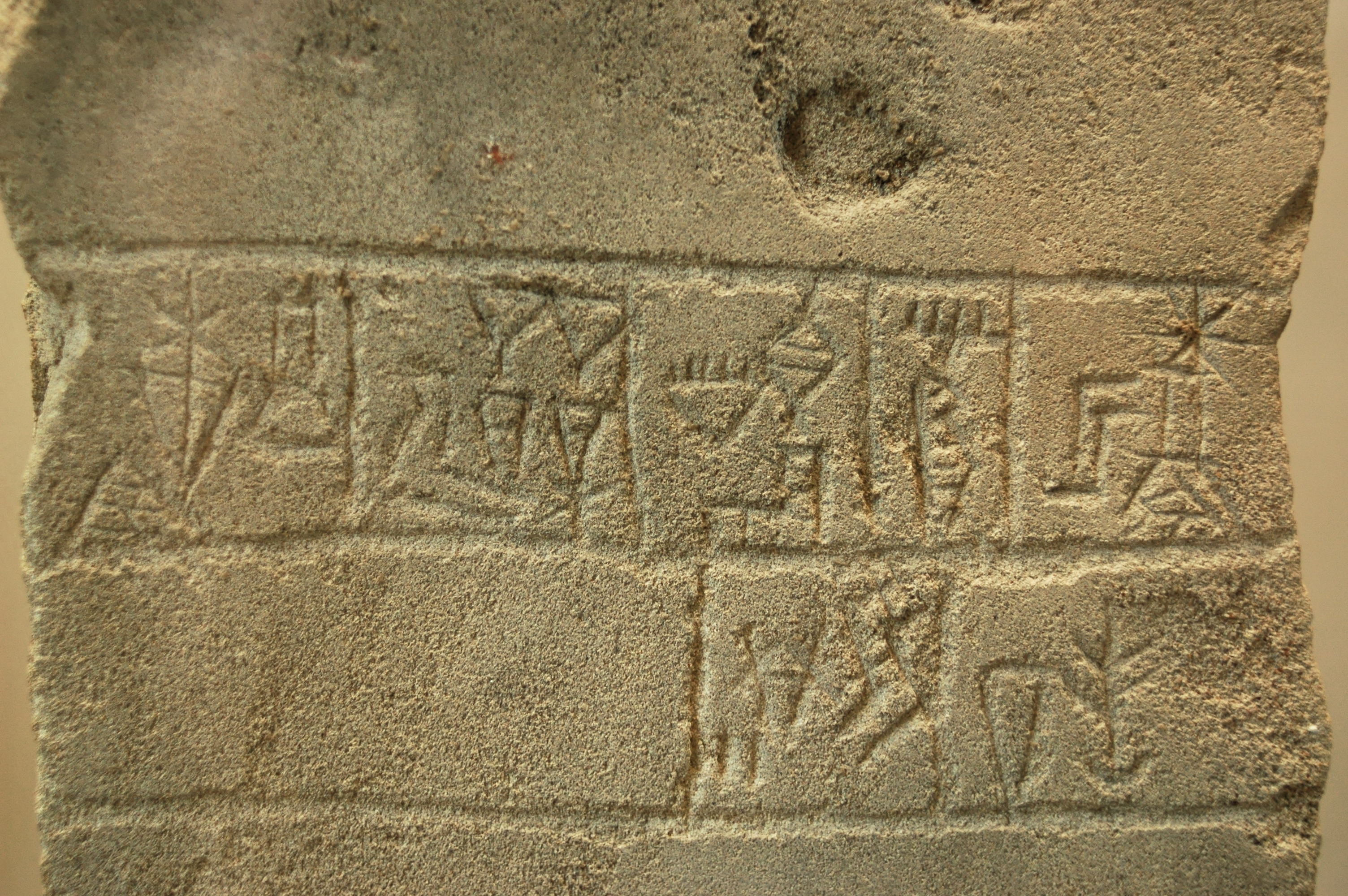
Estela portant la inscripció «Ur-Nanxe, fill de Gunidu, a Ningirsu», Museu del Louvre

Ur-Nanxe (en sumeri 𒌨𒀭𒀏, UR-NANŠE "Guerrer de Nanxe") o Ur-Nina va ser el primer ensi (rei) de la Primera dinastia de Lagaix, independent després del període de Mesalim cap al 2520 aC. Va governar uns trenta anys. Probablement no era de llinatge reial, ja que se l'anomena fill de Gunidu, que no porta cap epítet de reialesa. Va ser també el pare d'Akurgal (o Ukurgal), que el va succeir, i avi d'Eannatum I.
Va ser el primer rei independent i hauria establert una nova dinastia. El rei anterior, Enkhengal, en el supòsit que fos diferent de Mesalim de Kix, va estar, almenys durant una part del seu govern, sota la seva autoritat. Ur-Nanxe està datat al segle XXV aC i no figura (com cap rei de la dinastia de Lagaix) a la Llista de reis sumeris, segons la qual l'hegemonia de Sumer havia passat d'Uruk a Ur. Hauria pujat després de Lugal-Xa-Engur (Lugal-ša-engur), que no va ser rei sinó patesi o gran sacerdot de Lagaix.
L'esmenten cinc inscripcions descobertes per les excavacions franceses de Telloh (antiga Girsu). Sembla que no va tenir conflictes i el seu regnat hauria estat pacífic excepte potser amb Umma que es va fer independent sota Ur-Lumma, i va atacar Lagaix sense èxit; el rei sacerdot Illi, que va succeir a Ur-Lumma, també va atacar Lagaix.
Ur-Nanxe va fer construir les muralles, i diversos temples i canals, entre ells el temple de Ningirsu, el déu principal. Per celebrar-ne la construcció va repartir entre els habitants de la ciutat 30.800 quilos d'ordi perquè es mengessin dins del nou temple. Va comerciar amb Dilmun pel port d'Eninkimar. Les inscripcions d'aquest rei parlen dels vaixells de Dilmun que portaven fusta a Lagaix i de retorn devien portar cereals, pells, teixits i objectes manufacturats. També, segons una inscripció, comerciava amb Magan. Una placa votiva el representa portat un paner de maons sobre el cap, rodejat de set fills i de tres dignataris, que simbilitza la seva importància en la construcció de temples. Un dels seus fills, Akurgal, el va succeir cap a l'any 2465 aC. Una inscripció informa que va construir el temple d'Antasura, proper a Girsu.